# Aucklandia
Aucklandia là một chi thực vật có hoa trong họ Cúc (Asteraceae).

## Loài
Chi Aucklandia gồm các loài:
- Aucklandia lappa